# Tamy Inga
Tamy Inga – dwie tamy w zachodniej części Demokratycznej Republiki Konga, na rzece Kongo. Znajdują się ok. 30 km na północ od miasta Matadi.

## Inga I i Inga II
Inga I (351 MW) i Inga II (1424 MW) zostały uruchomione odpowiednio w latach 1972 i 1982. Powstały w ramach nieudanego programu rozwoju przemysłowego, pod rządami ówczesnego dyktatora Mobutu Sese Seko. Obie elektrownie powinny produkować około 1800 MW, w praktyce produkcja sięga zaledwie 875 MW. Wynika to głównie z tego, że pracuje zaledwie kilka turbin i generatorów. Pozostałe, albo są w permanentnym remoncie, albo są poważnie uszkodzone. Potrzebne są ogromne środki finansowe, których DRK nie posiada. 
Mimo fatalnego stanu technicznego obie elektrownie są traktowane jako zakłady o strategicznym znaczeniu dla całej gospodarki DRK.

## Inga III
Planowane są przedsięwzięcia budowy kolejnego kompleksu energetycznego na rzece Kongo o nazwie Inga III. Budowa kolejnej zapory wodnej ma kosztować około 14 miliardów dolarów, a cały projekt ma wytwarzać do 11 gigawatów mocy rocznie. Projekt ma zostać zbudowany na zachód od stolicy Kinszasy, gdzie poziom rzeki spada o 96 metrów na 14 kilometrów, a jego potencjał szacowany jest na ponad 40 gigawatów energii. 

## Przyszłość kompleksu
Jeśli obszar ten zostanie w pełni zagospodarowany, miejsce to może stać się największym kompleksem zapór wodnych na świecie. Szacowana wydajność zespołu wielkości 44 GW energii elektrycznej, byłaby wystarczająca aby zasilić środkową część kontynentu Afryki.
Rozwój projektu został powierzony przez rząd kongijski w październiku 2018 r. dwóm grupom: China Three Gorges Corporation i ProInga, do którego oprócz hiszpańskiego ACS Group, należy niemiecki producent turbin Andritz i hiszpański specjalista ds. energii – AEE Power. Na początku roku 2020  grupa ACS ogłosiła rezygnację z rozwoju projektu. Amerykańska firma General Electric, która podpisała umowę na remont zniszczonych zapór Inga I i II, wyraziła zainteresowanie pracą nad Inga III.
Mimo że obecny plan przewidywał wytworzenie 11 050 MW w ramach projektu tamy Inga III, prezydent DRK – Félix Tshisekedi, opowiedział się za mniejszą elektrownią o mocy 4800 MW. Badania dla wykonalności mniejszego kompleksu zostały sfinansowane już w 2013 roku przez Afrykański Bank Rozwoju. 
Prezydent DRK, przy wsparciu Unii Afrykańskiej, zaprosił przywódców z Angoli, Republiki Konga, Rwandy, Ugandy, Afryki Południowej i Kenii do omówienia wykonalności projektu elektrowni Grand Inga na rzece Kongo. Konferencja planowana jest na 28 i 29 kwietnia 2020.

## Krytyka
Krytyka wyszła w dużej mierze ze strony organizacji pozarządowych, wzbudziła obawy nie tylko o przesiedleńców, ale także o zagrożenia dla różnorodności biologicznej, stwarzane przez zbiornik i niezidentyfikowane konsekwencje dla ekosystemów wodnych powyżej i poniżej tamy. Realizacja projektu może znacząco wpłynąć na zasoby rybne rzeki, a 35 tys. osób może być zmuszonych do przesiedlenia się w pierwszej fazie i 25 tys. w następnych fazach.